# Seara Velha
Seara Velha é uma povoação portuguesa do Município de Chaves que foi sede da extinta Freguesia de Seara Velha, freguesia que tinha 9,26 km² de área e 165 habitantes (2011), e, por isso, uma densidade populacional de 17,8 hab/km².
A Freguesia de Seara Velha foi extinta em 2013, no âmbito de uma reforma administrativa nacional, tendo sido agregada à Freguesia de Soutelo para formar uma nova freguesia denominada União das Freguesias de Soutelo e Seara Velha com a sede em Soutelo.
Seara Velha integrou o concelho de Ervededo, até à extinção deste em 31 de Dezembro de 1853, data em que passou para o concelho (atual município) de Chaves.

## População
| Número de habitantes | Número de habitantes | Número de habitantes | Número de habitantes | Número de habitantes | Número de habitantes | Número de habitantes | Número de habitantes | Número de habitantes | Número de habitantes | Número de habitantes | Número de habitantes | Número de habitantes | Número de habitantes | Número de habitantes |
| -------------------- | -------------------- | -------------------- | -------------------- | -------------------- | -------------------- | -------------------- | -------------------- | -------------------- | -------------------- | -------------------- | -------------------- | -------------------- | -------------------- | -------------------- |
| 1864                 | 1878                 | 1890                 | 1900                 | 1911                 | 1920                 | 1930                 | 1940                 | 1950                 | 1960                 | 1970                 | 1981                 | 1991                 | 2001                 | 2011                 |
| 332                  | 358                  | 410                  | 364                  | 371                  | 360                  | 342                  | 421                  | 434                  | 452                  | 310                  | 252                  | 206                  | 187                  | 165                  |

(Obs.: Número de habitantes "residentes", ou seja, que tinham a residência oficial nesta freguesia à data em que os censos  se realizaram.)